# Back in Black (nummer)
Back in Black is een single van de Australische hardrockgroep AC/DC. Het nummer is een eerbetoon aan hun vroegere zanger Bon Scott. De bandleden vroegen aan de nieuwe zanger Brian Johnson om de tekst te schrijven, met het verzoek er geen morbide tekst van te maken. Het nummer moest het leven van Scott vieren.
De Amerikaanse zender VH1 zette het nummer in 2009 op de tweede plaats van zijn lijst van 100 beste hardrocknummers'. In The 500 Greatest Songs of All Time van Rolling Stone staat het nummer op plek 187.
Toen de muziek van AC/DC beschikbaar kwam op iTunes, bereikte het nummer 31 jaar nadat het was uitgebracht de 27e plaats op een hitlijst in het Verenigd Koninkrijk.

## Bandbezetting
- Brian Johnson (zanger) - Zang
- Angus Young - Gitaar
- Malcolm Young - Slaggitaar, achtergrondzang
- Cliff Williams - Basgitaar, achtergrondzang
- Phil Rudd - Drums, achtergrondzang

## Andere versies en covers
De albums AC/DC Live en Stiff Upper Lip bevatten een live-uitvoering van het nummer.
Verschillende artiesten, onder wie Red Hot Chili Peppers, Eminem, Living Colour en Carlos Santana, speelden (gedeelten van) het nummer tijdens optredens of namen een cover op.

## NPO Radio 2 Top 2000
| Nummer met noteringen in de NPO Radio 2 Top 2000 | '15  | '16 | '17 | '18 | '19 | '20 | '21 | '22 | '23 | '24 |
| ------------------------------------------------ | ---- | --- | --- | --- | --- | --- | --- | --- | --- | --- |
| Back in Black                                    | 1679 | 957 | 255 | 267 | 295 | 322 | 360 | 304 | 395 | 442 |

1. ↑  Een vetgedrukt getal geeft de hoogste notering aan.
2. ↑  2015 was het eerste jaar met een notering voor dit nummer.